# Maintal
Maintal è una città tedesca di 39 815 abitanti, situata nel land dell'Assia.

## Amministrazione

### Gemellaggi
Maintal è gemellata con:
- Luisant, dal 1973
- Moosburg, dal 1976
- Esztergom, dal 1993
- Katerini, dal 1995